# Rookie de l'année de la WNBA

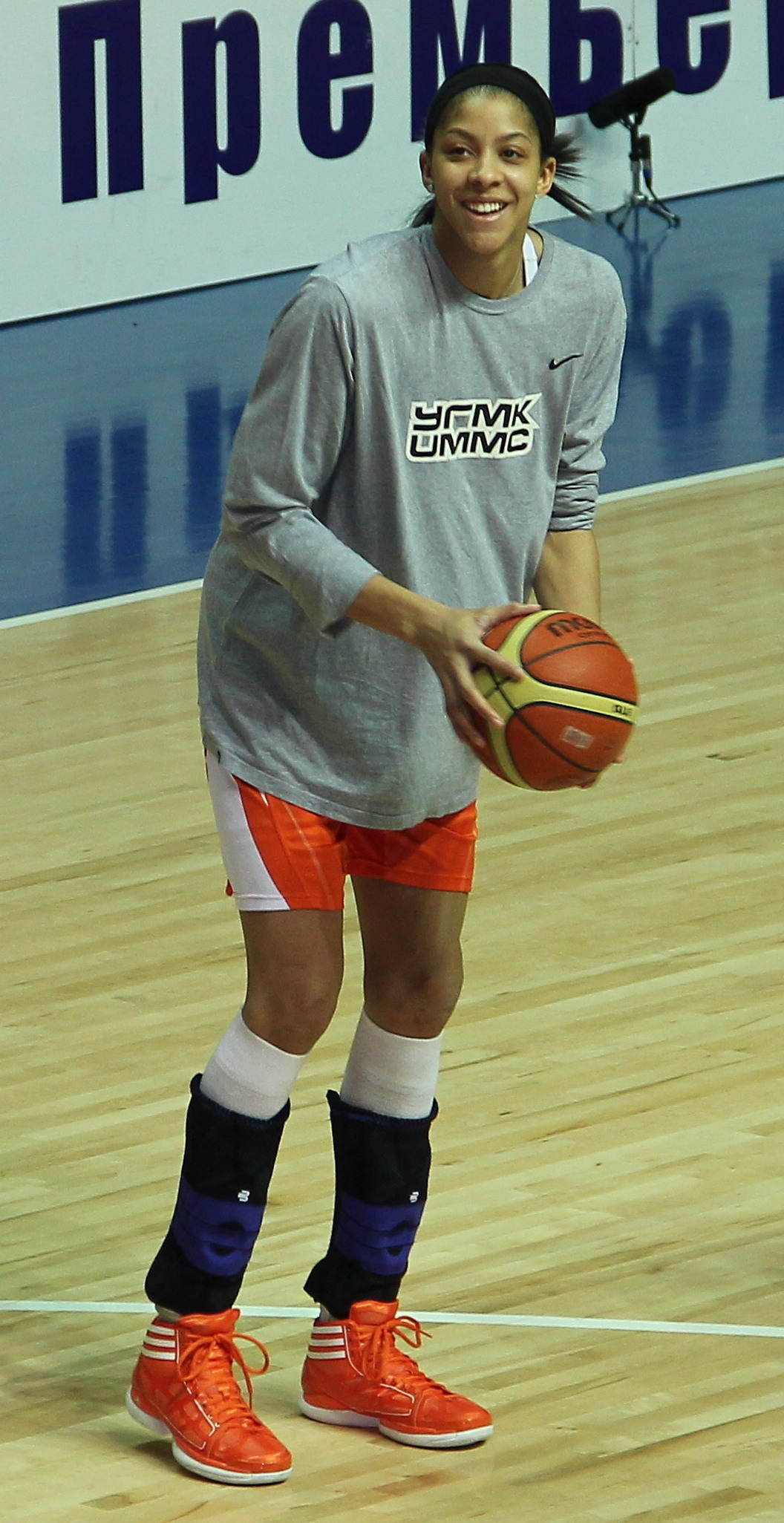
Candace Parker, rookie de l'année et MVP 2008.

Le trophée de Rookie de l'année de la WNBA (titre officiel : WNBA Rookie of the Year Award) est une récompense annuelle de la ligue féminine de basket-ball de la Women's National Basketball Association (WNBA).
Il est décerné annuellement depuis la saison 1998 et récompense la meilleure rookie de la saison régulière. Le vainqueur est désigné par un panel de journalistes sportifs à travers les États-Unis, chaque votant désignant trois joueuses. Chaque première place vaut cinq points, une deuxième place vaut trois points et une troisième place vaut un point. La ou les joueuses avec le plus grand nombre de points remporte le trophée.

## Palmarès
|            | Introduit aux Basketball Hall of Fame                                               |
|            | Introduit aux Women's Basketball Hall of Fame                                       |
|            | Introduit aux Basketball Hall of Fame et aux Women's Basketball Hall of Fame        |
|            | Joueuse étant toujours en activité à la WNBA                                        |
|            | Joueuse ayant gagné le championnat cette année.                                     |
| ∞          | Joueuse élu ROY à l'unanimité                                                       |
| Équipe (X) | Indique le nombre de fois qu'une joueuse de cette équipe avait gagné à ce moment-là |

| Saison | Joueur              | Position      | Équipe                    | Choix | Draft |
| ------ | ------------------- | ------------- | ------------------------- | ----- | ----- |
| 1998   | Tracy Reid          | Ailière       | Sting de Charlotte        | 7     | 1998  |
| 1999   | Chamique Holdsclaw  | Ailière       | Mystics de Washington     | 1     | 1999  |
| 2000   | Betty Lennox        | Arrière       | Lynx du Minnesota         | 6     | 2000  |
| 2001   | Jackie Stiles       | Arrière       | Fire de Portland          | 4     | 2001  |
| 2002   | Tamika Catchings    | Ailière       | Fever de l'Indiana        | 3     | 2002  |
| 2003   | Cheryl Ford         | Ailière       | Shock de Détroit          | 3     | 2003  |
| 2004   | Diana Taurasi       | Arrière       | Mercury de Phoenix        | 1     | 2004  |
| 2005   | Temeka Johnson      | Meneuse       | Mystics de Washington (2) | 6     | 2005  |
| 2006   | Seimone Augustus    | Arrière       | Lynx du Minnesota (2)     | 1     | 2006  |
| 2007   | Armintie Price      | Arrière       | Sky de Chicago            | 3     | 2007  |
| 2008   | Candace Parker ∞    | Ailière       | Sparks de Los Angeles     | 1     | 2008  |
| 2009   | Angel McCoughtry    | Ailière       | Dream d'Atlanta           | 1     | 2009  |
| 2010   | Tina Charles ∞      | Pivot         | Sun du Connecticut        | 1     | 2010  |
| 2011   | Maya Moore          | Ailière       | Lynx du Minnesota (3)     | 1     | 2011  |
| 2012   | Nneka Ogwumike ∞    | Ailière forte | Sparks de Los Angeles (2) | 1     | 2012  |
| 2013   | Elena Delle Donne ∞ | Arrière       | Sky de Chicago (2)        | 2     | 2013  |
| 2014   | Chiney Ogwumike     | Ailière forte | Sun du Connecticut (2)    | 1     | 2014  |
| 2015   | Jewell Loyd         | Arrière       | Storm de Seattle          | 1     | 2015  |
| 2016   | Breanna Stewart     | Arrière       | Storm de Seattle (2)      | 1     | 2016  |
| 2017   | Allisha Gray        | Arrière       | Wings de Dallas (2)       | 4     | 2017  |
| 2018   | A'ja Wilson ∞       | Ailière       | Aces de Las Vegas         | 1     | 2018  |
| 2019   | Napheesa Collier    | Ailière forte | Lynx du Minnesota (4)     | 6     | 2019  |
| 2020   | Crystal Dangerfield | Meneuse       | Lynx du Minnesota (5)     | 16    | 2020  |
| 2021   | Michaela Onyenwere  | Ailière       | Liberty de New York       | 6     | 2021  |
| 2022   | Rhyne Howard        | Ailière       | Dream d'Atlanta (2)       | 1     | 2022  |
| 2023   | Aliyah Boston ∞     | Ailière forte | Fever de l'Indiana (2)    | 1     | 2023  |
| 2024   | Caitlin Clark       | Meneuse       | Fever de l'Indiana (3)    | 1     | 2024  |

## Performances remarquables
En 1998 (Suzie McConnell Serio, Rockers de Cleveland) et 1999 (Yolanda Griffith, Monarchs de Sacramento)  reçoivent le titre de Newcomer of the year, qui est décerné aux joueuses expérimentés ayant joué précédemment dans d'autres ligues professionnelles et faisant leurs débuts en WNBA, en parallèle au titre de Rookie de l'année.

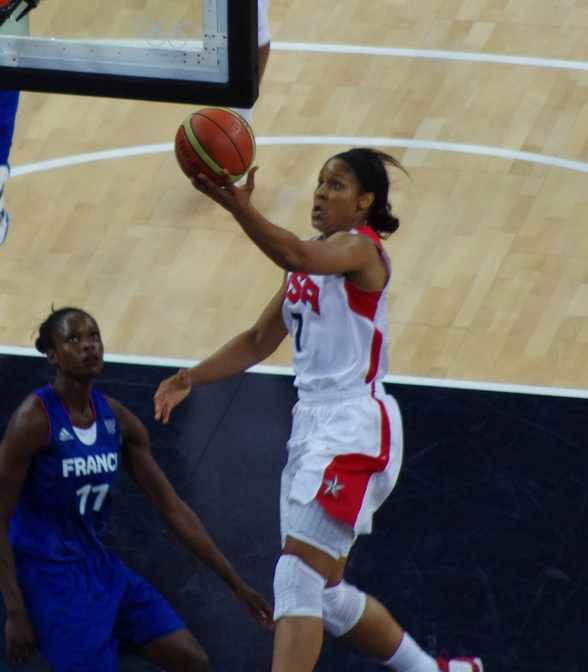
Lors de sa saison rookie, Maya Moore aide le Lynx à remporter le titre.

Les lauréates de 2003, Cheryl Ford et de 2011 Maya Moore sont les seules joueuses à avoir remporté le titre de rookie de l'année et un titre de championne WNBA la même saison.
Lynx, Mystics, Sparks, Sun, Storm et Sky sont les franchises dont les joueuses ont remporté deux fois cette distinction.
Douze fois en vingt-cinq saisons, la numéro 1 de la draft WNBA est nommée Rookie de l'année. 
La lauréate de 2008, Candace Parker est devenue la première joueuse à remporter tous les suffrages lors d'une saison et est également devenue la première joueuse à être nommée rookie de l'année et MVP lors de la même saison. En NBA, seuls Wilt Chamberlain et Wes Unseld ont réussi cette performance.
En 2014, Chiney Ogwumike est élue Rookie de l'année ans après sa sœur Nneka, ce qui est une première dans l'histoire de la ligue.
Breanna Stewart brise lors de son année rookie avec Seattle le record général du nombre de rebonds défensifs captés lors d'une saison régulière détenu jusque-là par Lisa Leslie depuis 2004.
En 2017, la quatrième choix de la draft Alisha Gray des Wings de Dallas est élue avec 30 voix sur 40. C'est la seconde fois que la franchise remporte le trophée après le sacre de Cheryl Ford en 2003, la ranchise étant alors nommée Shock de Détroit.
La lauréate de 2020, Crystal Dangerfield, est le premier récipiendaire du prix à ne pas avoir été choisi lors du premier tour de la draft WNBA. Elle a été choisie au deuxième tour comme 16e choix au total.